# 麥可·艾朗賽德
佛瑞德瑞克·瑞金納德·艾倫賽德（英語：Frederick Reginald Ironside，1950年2月12日—），藝名麥可·艾倫賽德（英語：Michael Ironside），加拿大演員、配音員和電影製作人。他是一位著名的角色演員，擁有超過270部電影和電視劇的演出經驗。他以飾演反派和反英雄角色聞名，但也曾飾演令人同情的角色。他最知名的角色是在動作片和科幻电影中，而他在1981年大衛·柯能堡執導的電影《奪命兇眼》中的表現是他的突破性演出。
艾倫賽德其他著名的角色包括1983年《太空獵人：禁區歷險》中的霸主、1986年《捍衛戰士》中的「傑斯特」、1990年《魔鬼總動員》中的李察，以及1997年《星艦戰將》中的拉斯札克。他標誌性的低沉嗓音也為多部電子遊戲和動畫影集配音，最著名的是在《细胞分裂系列》系列中為山姆·費雪配音。
他曾四度入圍双子座奖，也曾入圍吉尼獎和加拿大電影獎。

## 早年生活
佛瑞德瑞克·瑞金納德·艾倫賽德於1950年2月12日在多倫多出生，是家庭主婦派翠西亞·瓊（娘家姓帕斯摩爾）和路燈技師羅伯特·瓦爾特·艾倫賽德的兒子。 他有四個兄弟姐妹,有英格蘭、愛爾蘭和蘇格蘭血統。 他就读于多伦多安大略艺术学院。15歲時，他寫了一齣名為《避難所》的戲劇，在一個大學比賽中獲得了第一名。 1968年，他還獲得了河畔學院的高年級寫作獎。

## 職業生涯
艾倫賽德的首批角色之一是在大衛·柯能堡早期的電影《奪命兇眼》（1981年）中飾演邪惡的心電感應者達瑞爾·瑞沃克。他在斜線殺手電影《面会時間》（1982年）中飾演了一個連環殺手科爾特·霍克的角色，並在1983年的《天龍特攻隊》劇集「計程車戰爭」一集中飾演米勒·克蘭，以及在《太空獵人:禁區歷險》中飾演邪惡的麥克納伯。
艾倫賽德的突破性角色是在電視迷你劇《V:最後一戰》及其後續的19集影集（1984年）中飾演愤世嫉俗的反英雄哈姆·泰勒。他也以在《捍衛戰士》（1986年）中飾演海军航空兵中校瑞克·「傑斯特」·希斯利、《反攻美國》（1987年）中飾演保羅·哈克特少校、《在地球染血》（1988年）中飾演沒有良知的突變殺手，以及在《全面回忆》（1990年）中飾演朗尼·考克斯飾演的反派科哈根的兇殘侍從里克特而聞名。
艾倫賽德在科幻續集《時空奇兵》（1991年）中飾演了邪惡的卡塔納將軍,在短暫出演《仁心仁術》第一季後，他被選中接替罗伊·谢德飾演《海霸》第三季中高科技潛艇海霸號的艾佛·赫德森船長。然而，NBC在艾倫賽德主演的13集後取消了該劇。 1992年，他在大衛·溫寧的驚悚片《殺手形象》中飾演艾美·華爾什的兄弟。 1993 年，他扮演了《人魚童話》中的主要反派戴尔（Dial）。 1994年，艾恩赛德在西部片《死人的复仇》中饰演卢克·哈彻（Luck Hatcher）。1995年，艾恩赛德在《佩恩少校》中短暂客串了斯通中校的角色。 1997 年，艾恩赛德与《全面回忆》导演保罗·范霍文重聚，拍摄《星河战队》 。
他出演过《完美风暴》 （2000 年）和《克里斯汀·貝爾之黑暗時刻》（2004 年）。他在電影《鐵鍊之舞》中飾演一名與殘疾人搭檔的小竊賊,無法在外面生存。艾倫賽德在《魔鬼終結者：未來救贖》中飾演反抗軍將領休·艾希當，与他在《克里斯汀·貝爾之黑暗時刻》中的搭档克里斯汀·貝爾再次合作。 
2003年，艾倫賽德客串出演了《仙女座》第 3 季第 20 集「偶像的黄昏」。
艾倫賽德在DC動畫宇宙中為漫畫反派達克賽德配音,包括《超人：动画系列》、《正義聯盟》和《超人正义联盟》 。他後來在2018年的電玩遊戲《樂高DC超級惡棍》和2020年的DC宇宙/HBO Max網路影集《猛禽小隊：小丑女大解放》中再次飾演該角色。在《蝙蝠侠新冒险》的一集中，他在《蝙蝠俠：黑暗騎士歸來》的片段中為蝙蝠俠配音。他在DC漫畫宇宙中飾演的另一個角色是露易絲·萊恩的父親山姆·萊恩將軍，他在《超人前傳》的三集中出現。
艾倫賽德曾在電玩遊戲中擔任配音工作，例如在《细胞分裂系列》系列遊戲中為山姆·費雪配音，以及在《終極動員令3：泰伯倫戰爭》中為傑克·格蘭傑配音。他曾簽下一份為期五年的合約，在SpaceWorks電視台的科幻影集《冰星球》中飾演喬納斯·特拉格船長，但該劇並未製作。
2007年3月，他受邀EA洛杉磯出演即時戰略遊戲《終極動員令3：泰伯倫戰爭》，遊戲中他飾演GDI領袖之一傑克·葛蘭傑中將。
2009年，他在麥可·斯托克斯的執導下主演了《灯塔》 。 
2010年，艾倫賽德在《火线警告》第四季第一集「朋友與敵人」中客串演出。 
2011年，艾倫賽德出演了電影《X战警：第一战》，飾演第七艦隊的艦長。次年，他在《火線警探》中飾演一個底特律殺手的配角。2013年，他還在《變形金剛：領袖之證》第三季的電視影集中為馬格斯配音。
艾倫賽德在電視劇《德州騎警》中飾演主席一角。
2015年，他在電視劇《閃電俠》中飾演路易斯·斯納特，即寒冰隊長的父親。同年，他還在電影《渦輪小子》中飾演主要反派宙斯。
2016年，他在4集迷你影集《東京大審判》中飾演道格拉斯·麦克阿瑟將軍。
2018年，他在特纳电视网《沉默的天使》的4集中飾演约翰·皮尔庞特·摩根。
2021年，他在電影《無名弒》中飾演哈奇·曼塞爾的岳父兼老闆艾迪·威廉斯。
2022年，他在Hulu迷你劇《新創大騙局》中飾演唐·盧卡斯。

## 個人生活
艾倫賽德於1986年與凱倫·丁威迪結婚。他们育有一女（生于 1998年），而他与前妻还育有一女。  
艾倫賽德曾战胜过肠癌、前列腺癌和甲状腺癌。 

## 外部連結
- 麥可·艾朗賽德在互联网电影资料库（IMDb）上的資料（英文）
- 在AllMovie上麥可·艾朗賽德的頁面（英文）